# Scooby-Doo a rivaldafényben
A Scooby-Doo a rivaldafényben (eredeti cím: Big Top Scooby-Doo!) egyik tagja a Scooby-Doo franchise alapján készített egész estés animációs filmeknek, mely azok csoportosításának alapján a negyedik generációs Scooby-filmek közé sorolható. A filmet kifejezetten DVD-re adták ki, mint tizenhét elődjét. 
Kiadásának időpontja 2012 októbere az Egyesült Államokban, hazánkban szinkronizált változatát pedig a ProVideo adta ki az eredeti kiadás előtt, szeptember 19-én.

## Kiadás
A filmet a legtöbb országban DVD-n adták ki elsőként, a filmmel azonos című köteten, mely azon kívül még három extra cirkusz témájú, régebbi Scooby-Doo! epizódot is tartalmazott. Bár ezek az epizódok megjelentek régebben már magyarul televíziós sugárzásra (Scooby-Doo, merre vagy?; Scooby-Doo és Scrappy-Doo illetve Scooby-Doo: Rejtélyek nyomában epizódok) a magyar DVD-változatban csak magyar nyelvű felirattal lehetett azokat megtekinteni.
A film eredeti kiadási dátuma 2012. október 9. volt, de több helyen is előbb eladásra kerültek korlátozott mennyiségben. Az eredeti változatot a Wal-Mart 2012. szeptember 11-én árusítani kezdte az Egyesült Államokban a készlet erejéig. Ugyanakkor Magyarországon is előbb kiadták a filmet, mint hivatalosan az USA-ban, 2012. szeptember 19-én, a Mafilm Audio Kft. szinkronjával, melyben Fekete Zoltán (mint Bozont), Vass Gábor (mint Scooby), Markovics Tamás (mint Fred), Hámori Eszter (mint Diána) és Madarász Éva (mint Vilma) kapták a főszerepet.

## Történet
Scooby-Doo és a Rejtély Rt. tagjai Atlantic Citybe mennek nyaralni. Itt hallanak a különös szóbeszédről, miszerint egy farkasember terrorizálja a vándorcirkuszt. Scooby és a banda természetesen a rejtély nyomába erednek. Cirkuszi előadóművészeknek adják ki magukat, így feltűnés nélkül nyomozhatnak. A helyzet hamarosan rosszabbra fordul, amikor egyre több farkasember tűnik fel a porond közelében. A legveszélyesebb az egészben, hogyha nem vigyáznak, maguk is könnyen ilyen szörnyeteggé válhatnak.

## Szereposztás
| Szereplő                  | Eredeti hang     | Magyar hang       |
| ------------------------- | ---------------- | ----------------- |
| Scooby-Doo                | Frank Welker     | Vass Gábor        |
| Fred Jones                | Frank Welker     | Markovics Tamás   |
| Bozont Rogers             | Matthew Lillard  | Fekete Zoltán     |
| Vilma Dinkley             | Mindy Cohn       | Madarász Éva      |
| Diána Blake               | Grey DeLisle     | Hámori Eszter     |
| Marcus Brancusi           | Greg Ellis       | Kárpáti Levente   |
| Archambault               | Maurice LaMarche | Forgács Gábor     |
| Whitney Doubleday         | Craig Ferguson   | Seder Gábor       |
| Wulfric von Rydingsvard   | Peter Stormare   | Dézsy Szabó Gábor |
| Schmatko                  | Jeff Dunham      | Perlaki István    |
| Karmester                 | Jeff Dunham      | ?                 |
| Oliverio                  | Carlos Ferro     | Elek Ferenc       |
| Scooby-Doo emberi alakban | Jess Harnell     | Vass Gábor        |
| Biztonsági őr             | Jess Harnell     | ?                 |
| Phil Flaxman              | Jim Meskimen     | ?                 |
| Nyomozó                   | Jim Meskimen     | ?                 |
| Jean                      | Candi Milo       | ?                 |
| Lena                      | Hynden Walch     | ?                 |
| Joan                      | Hynden Walch     | ?                 |
| További hangok            |                  | Maróti Attila     |

## Dallista
A "Mysteries, Inc.! (Repríz)" c. dal a magyar változatban énekhang nélkül szólal meg.
| Dal                             | Előadó                        |
| ------------------------------- | ----------------------------- |
| "When the Circus Comes to Town" | Socrates Devinger             |
| "Mysteries, Inc.!"              | Jean Dolabella Peter Stormare |
| "Mysteries, Inc.! (Repríz)"     | Jean Dolabella Derrick Green  |